# Гогличидзе, Эстатэ Шиоевич
Эстатэ Шиоевич Гогличидзе (род. 16 июня 1949) — советский борец классического стиля, чемпион и призёр чемпионатов СССР, мастер спорта СССР международного класса (1973).

## Биография
Увлёкся борьбой в 1963 году. В 1967 году выполнил норматив мастера спорта СССР. Участвовал в семи чемпионатах СССР. Был неоднократным победителем международных турниров.

## Спортивные результаты
- Чемпионат СССР по классической борьбе 1971 года — ;
- Чемпионат СССР по классической борьбе 1973 года — ;
- Чемпионат СССР по классической борьбе 1977 года — ;